# Mišter Krabat
Mišter Krabat (deutsch Meister Krabat der gute sorbische Zauberer) ist ein 1954 erschienener sorbischer Roman von Měrćin Nowak-Njechorński (Martin Nowak-Neumann), in dem dieser die Krabat-Sage behandelt.

## Inhalt
Die Handlung des Buches setzt nach dem Dreißigjährigen Krieg (1618 bis 1648) ein. In Jitk wächst Krabat als Stiefsohn eines Hirten auf. Der Durst nach Wissen führt den armen Hirtensohn, der als Betteljunge ein Zubrot für die Familie verdiente, auf eine Heidemühle bei Schwarzkollm. Der dortige Müller ist ein Zauberer, der mit dem Bösen einen Teufelspakt geschlossen hat. Jedes Jahr muss einer seiner zwölf Gesellen sterben, damit er selbst ewig leben kann. Die von der anwohnenden Bevölkerung „Teufelsmühle“ genannte Mühle dient außerdem als „Schwarze Schule“. Krabat möchte bei ihm das Müllerhandwerk erlernen. Der Müller bietet ihm im Gegenzug für das harte Müllerleben den Unterricht in der Schwarzen Kunst an. Krabat lernt schnell und überflügelt schon nach kurzer Zeit seine Mitgesellen. Als das Ende des Jahres naht, versucht Krabat zu fliehen. Er kehrt zurück zu seiner Familie und überredet seine Mutter, ihn freizubitten. Der Schwarze Müller verwandelt die Mitgesellen in schwarze Krähen. Krabat putzt sich als einziger unter dem rechten Flügel und so erkennt seine Mutter ihn. Der Schwarze Müller muss ihn freilassen.
Zu Hause leiden seine Eltern immer noch unter Hunger und Armut. Krabat, der das Zauberbuch „Koraktor“ entwendet hatte, beschließt mit seinem Vater, einige habgierige Viehhändler um ihr Geld zu bringen. Als verwandelter Ochse wird Krabat für sehr viel Geld verkauft und flieht vor dem Viehhändler. Beim zweiten Mal versuchen die beiden den Trick mit einem Pferd. Der Schwarze Müller kommt ihnen allerdings auf die Schliche und entwendet das Pferd, ohne dass der Vater das Halfter abnehmen kann. Er will Krabat ein brennendes Hufeisen anschlagen lassen, doch der Lehrjunge des Schmieds nimmt Krabat das Geschirr ab. Krabat entkommt und es kommt zu einem Duell zwischen ihm und dem Schwarzen Müller. Krabat gelingt es, als Fuchs den Schwarzen Müller, der sich in einen Hahn verwandelt hatte, zu besiegen. Endgültig vom Schwarzen Müller befreit, sucht sich Krabat neue Betätigungsmöglichkeiten.
Krabat wird von August dem Starken, dem König von Sachsen, mitgenommen und spielt ihm als Küchenjunge einen Streich. Danach verdingt er sich als wandernder Geselle, der einigen Müllern, die ihn schlecht behandeln, Streiche spielt. Schließlich wird er als Soldat eingezogen und gerät in den Großen Türkenkrieg. Er befreit dort den sächsischen König aus türkischer Gefangenschaft und spioniert die Kriegspläne der Türken aus. Auf der Flucht muss er einen alten Mitgesellen töten, der die Seiten gewechselt hatte. Krabat erfährt dies aber erst, als es zu spät ist. Der König dankt ihm seine Taten mit einem nutzlosen Fleck Land bei Groß Särchen. Krabat macht das brache Land mithilfe seiner Zauberkraft fruchtbar und tritt fortan als Berater des Königs auf. Auch einige Schelmenstreiche spielt er verschiedenen, dem König feindseligen Personen, sowie einem böswilligen Pfarrer.
Als Krabat älter wird und kurz vor seinem Tod steht, vererbt er das mittlerweile prächtig bewirtete Land an die armen Bauern der Umgebung und befreit sie so vom Joch der Tyrannen.

## Entstehung
Nowak-Njechorński veröffentlichte das Buch, mit von ihm selbst erstellten holzschnittartigen Illustrationen versehen, 1954 in sorbischer Sprache. Die deutsche Übersetzung wurde von Jurij Brězan, selbst Autor der ebenfalls auf der Sage beruhenden Romane Die schwarze Mühle, Krabat oder Die Verwandlung der Welt und Krabat oder Die Bewahrung der Welt, angefertigt und erstmals in der DDR veröffentlicht. 1978 erschien eine weitere Auflage im Domowina-Verlag in Bautzen.
Nowak-Njechorński mischte Motive der Pumphut-Sage mit der eigentlichen Krabat-Sage sowie Elementen der Vita des historischen Vorbildes Johannes Schadowitz. So sind die Wanderjahre deutlich von den Pumphut-Erzählungen beeinflusst. Weitere Inspirationsquellen waren die Krabat-Überlieferungen aus der Volksdichtung, insbesondere die von Georg Pilk.

## Hintergrund
Die Geschichte umfasst große Teile der ursprünglichen Krabat-Sage und wird in volkstümlicher Form, mit vielen Redewendungen und einem auktorialen Erzählstil erzählt. Der Leser wird oft persönlich, im Stile von Sagen- oder Märchenerzählungen angesprochen.
Am manchen Stellen weicht Nowak-Njechorński von der ursprünglichen Sage ab, um den König und den Pfarrer nicht als Sympathieträger darzustellen. In diesem Sinne dient Krabat hier als ein sozialistisches Idealbild, das die eigentlich böse Zauberkraft im Dienste einer gerechten Idee einsetzt. Insbesondere der Schluss erinnert an einen sorbischen Faust, der am Ende seines Lebens das brache Land wieder urbar macht und seinen Besitz an das Volk aushändigt.
Otfried Preußler bezeichnete Nowak-Njechorńskis Version als eine Inspirationsquelle für sein eigenes Jugendbuch Krabat, das sich allerdings nur auf die Gesellenjahre Krabats beschränkt. Preußler entdeckte den Stoff 1958 in der Internationalen Jugendbibliothek München und bekam das Buch in tschechischer Sprache ausgehändigt.